# Caproni Campini N.1
Caproni Campini N.1, tudi C.C.2 je bilo italijansko motorjet eksperimentalno letalo. Motorjet (tudi thermojet) je tip reaktivnega motorja, pri katerem se uporablja batni motor za pogon kompresor. Pri konvencionalnih reaktivnih motorjih se uporablja turbina za pogon kompresorja.
Prvič je poletel leta 1940, malce za nemškim Heinkel He 178.

## Specifikacije
Podatki iz Illustrated Encyclopedia of Aircraft 
Splošne karakteristike
- Posadka: 2
- Dolžina: 13,10 m (43 ft)
- Razpon kril: 15,85 m (52 ft)
- Višina: 4,7 m (15 ft 5 in)
- Površina kril: 36,00 m² (387,5 ft²)
- Teža praznega letala: 3640 kg (8024 lb)
- Maks. vzletna teža: 4195 kg (9250 lb)
- Pogon letala: 1 × 670 kW Isotta Fraschini tekočinsko hlajeni V12 , 6,9 kN (1550 lbf)
- Batni motor se uporablja za pogon kompresorja motorjeta

 Zmogljivost 
- Maks. hitrost: 375 km/h (233 mph)
- Višina leta: 4000 m (13300 ft)